# Кандаковский сельсовет
Кандаковский сельсовет — муниципальное образование в Кигинском районе Башкортостана.
Административный центр — село Кандаковка.

## История
Согласно «Закону о границах, статусе и административных центрах муниципальных образований в Республике Башкортостан» имеет статус сельского поселения.

## Население
| 2002  | 2009  | 2010  | 2012  | 2013  | 2014  | 2015  |
| ----- | ----- | ----- | ----- | ----- | ----- | ----- |
| 1286  | ↗1563 | ↘1227 | ↘1213 | ↘1200 | ↘1182 | ↘1154 |
| 2016  | 2017  | 2018  |       |       |       |       |
| ↘1117 | ↘1070 | ↘1049 |       |       |       |       |

## Состав сельского поселения
| № | Населённый пункт | Тип населённого пункта       | Население |
| - | ---------------- | ---------------------------- | --------- |
| 1 | Кандаковка       | село, административный центр | ↘347      |
| 2 | Юсупово          | деревня                      | ↘529      |
| 3 | Султановка       | деревня                      | ↘242      |
| 4 | Первомайский     | деревня                      | ↘109      |